# Can Camps (Argentona)
Can Camps és una obra d'Argentona (Maresme) protegida com a Bé Cultural d'Interès Local.

## Descripció
Masia de planta baixa i pis, amb teulada a dues vessants i frontó a la façana.
Actualment té dos cossos perpendiculars a la façana, ja que el tercer cos, de llevant, està mutilat. La façana presenta un portal de mig punt amb onze dovelles i dues finestres gòtiques conopials, tot de mitjan del segle xvi. La finestra del cos de ponent conserva una espitllera.
Es destacable que tots els elements de pedra no són de granit, com és habitual a Argentona, sinó de pedra de més qualitat. De l'interior tan sols destaca l'entrada, amb un portal de pedra amb permòdols d'accés al celler. A la cuina es conserva la llar de foc amb el forn de pa, i possiblement un rentamans.
Les finestres del primer pis tenen festejadors.
El subsòl també està protegit mitjançant la fitxa E2-07 del Catàleg de patrimoni arquitectònic, arqueològic, paisatgístic i ambiental.